# Каубой
Каубой (на английски: cowboy, от cow – крава и boy – момче, в буквален превод „кравар“ или по-скоро - "говедарче") е  фермер - собственик на ранчо или стадо или негов ратай, който отглежда говеда, най-често крави, в САЩ или близки до тях територии. Предполага се, че думата "каубой", навлязла в английския език към 1725 година, изобщо е свързана с арабската "бакара" (bakara или bakhara), което означава „млада крава“, възприета в испанския език по време на владението от маврите на Пиренейския полуостров.. Като синоним на "каубой" в английския език се ползва "букару" (buckaroo). На испански вакеро - vaquero е местен за испанската планинска област Сиера Невада или жител на пустинните или полу-пустинни колониалните владения в Северна Америка, занимаващ се отглеждане на едър рогат добитък - от "вака" (крава). Американските каубои в значителна степен възприемат бита и обичаите на мексиканските вакерос, включително ездаческото им изкуство.
Професията им съществува видоизменена и до днес (21. век), но в класическия си вид се практикува приблизително от 1865 до 1890 година. През XIX век се налага превеждането и опазването на огромни стада говеда през степите и прериите на изток от Скалистите планини, когато все още липсват прокарани пътища. Покрай тези събития около името на каубоя се създава ореол на митичност и се изгражда образа му на свободен, смел и самотен скитник. Понякога те участват във въоръжени стълкновения, което спомага за налагането на схващането, че са и бандити, както и за смесването на представата за тях с тази за рейнджържите от Тексас.
По-голямата част от работа си вършат, яздейки коне. Също така каубоите участват и в различни състезания и шоу-програми, известни като родео, в които демонстрират умения, полезни в тяхната дейност. Имат специфично облекло, екипировка и техники на отглеждане на добитъка. 
В Южна Америка също има подобна прослойка, наречена "гаучос".

## История
Традицията се развива в средновековна Испания. Оттам е пренесена в завладените от конкистадорите земи в Северна Америка, които изобилстват с места със сух климат и рядка трева, което означава, че огромните стада се нуждаят от големи пасища, които трябва да бъдат ежедневно обхождани, за да се осигури достатъчно фураж. 
Част от конете, докарани за тази цел от Европа избягват и подивяват и така се появяват стада от мустанги, по-късно - източник на коне, както за колонизаторите, така и за индианците.
В Мексико и Флорида, под влиянието на различната география и културни особености някои от традициите им на испанските говедовъди се променят. От друга страна традициите на местните жители са силно повлияни от техните. Впоследствие испанските и произлезлите от тях местни традиции постепенно се сливат с английските и дават живот на каубоя в американската култура. 
Допълнителен тласък на разпространението на тази група, дава придобиването от САЩ на обширни мексикански територии, в резултат на Мексиканско-американската война и формирането на така наречения Див Запад.
Етническата принадлежност на каубоите е разнообразна, тъй като те идват от различни места. Особено през 1860-те, след Войната между Севера и Юга, бивши войници идват на запад, за да търсят работа. Голям брой чернокожи, бивши роби, също са привлечени от възможността да станат каубои, най-малкото поради значително по-слабата дискриминация в западните щати. Между каубоите се срещат също индианци и мексиканци. Данните от този период сочат, че около 15% от всички каубои са чернокожи, а също така 15% са от мексикански произход. Независимо от етническата им принадлежност, каубоите идват от долните стъпала на социалната стълбичка и заплащането им е доста ниско – около долар на ден, плюс храна и легло. Някои успяват да се издигнат до земевладелци и образът на каубоя се смесва с този на ранчерото. Впоследствие някои от тези хора се превръщат в местни коневъди.
През 1880 година е изобретена бодливата тел, което прави възможно ограждането и задържането на кравите в определено затворено пространство. Около 1890 оградите от бодлива тел стават стандарт, железопътният транспорт е разширен, построени са месодобивни комбинати в близост до ранчата. Всичко това елиминира необходимостта от превозване на добитъка на дълги разстояния и заставя много от каубоите да емигрират или да намерят друго поле за изява, включително и заемайки се със сезонна работа или превръщайки се в ловци, стрелци или гангстери. Част от задържалите се на Запад каубои в по-късните епохи се занимават с производство на алкохол, търговия със земеделски продукти, както и с добив на петрол. През 20.те - 40. те години на XX век, но и по-късно земеделската и друга собственост в тези области е значително окрупнена, механизирана и индустриализирана, което още повече намалява нуждата от селскостопански работници и повечето вече бивши фермери се местят в търсена на работа извън тях. Понастоящем (21. век) едва около 3-5% от американците са заети в земеделието.

## Изобразяване и реални бит и култура
През 1930-те и 1940-те уестърните, популяризиращи по света каубоите, но и представяйки ги донейде превратно стават съставна част от филмовата индустрия в САЩ. Едни от най-незабравимите образи на каубои са пресъздадени от Джон Уейн. Популярни са и италианските спагети-уестърни.
Носталгията по времето на каубоите намира отражение в музикалния стил кънтри, както и някои комикси (както тези на френско-белгийския герой Лъки Люк от Морис и Рьоне Госини), реклами (например на цигарите "Марлборо") и най-вече - в киното.
Неизменни атрибути на каубоите се считат:
| Име              | Снимка | Описание |
| ---------------- | ------ | --- |
| Дънки            |        | Джинсите, известни и като дънки, са панталони, направени от дебела и твърда памучна материя. Първоначално предназначени за работно облекло, те добиват широка популярност сред младежите през 50-те години на 20 век поради своята практичност и удобство. |
| Каубойска шапка  |        | Най-често е кожена, сламена или от филц, с широка периферия, повдигната нагоре от двете страни. Каубойските шапки често имат връв, която да ги придържа при яздене. Съвременната каубойска шапка е била изобретена през 1860-те. |
| Бандана          |        | Каубоите ги носят на врата с чисто практична цел – за да могат лесно да ги сложат върху устата и носа и да се предпазят от праха. |
| Ласо             |        | Ласо е въже, завършващо с клуп, създадено за залавяне на животни с хвърляне и действащо със затягане. Известно оръжие и инструмент на каубоите в САЩ и Мексико и гаучосите в Южна Америка. |
| Кобур            |        | Кобурът е приспособление за носене на късоцевно огнестрелно (или неогнестрелно) оръжие от типа на пистолетите. При изпълнението на различените видове полицейски и военни задачи възниква нуждата от различни модели кобури, които улесняват и правят възможно изпълнението им. Кобурът за скрито носене например е различен от кобура за водене на интуитивна или бърза стрелба.                              |
| Револвери        |        | Револвер е многозарядно огнестрелно оръжие, което се използва предимно при близък бой. Зареждането на боеприпасите се извършва във въртящ се по своята ос барабан, снабден с гнезда за патроните, които при изстрел преминават от барабана към цевта на оръжието. |
| Нож              |        | Нож е режещ инструмент с различни предназначения, който се състои от две части – острие и дръжка. Острието като правило се изработва от стомана или някакъв друг метал или сплав, но може да е направено и от кост. Дръжката се изработва най-често от дърво или пластмаса. |
| Кон              |        | Конят е вид едро нечифтокопитно домашно животно. Съществуват около 250 породи – подходящи за състезания, пренасяне на товари, теглене на файтони и отглеждане на добитък. Конят има дълги и тънки крака, приспособени за бързо бягане. Тялото е покрито с гъста космена покривка, състояща се от твърди и меки косми, като дългите и груби косми на врата образуват грива, а на опашката – дълъг космен кичур. |
| Каубойски ботуши |        | Каубойски ботуши са тип ботуши, носени от каубоите. Те имат високо токче, заострено или заоблено бомбе и са без цип или връзки. За изработката им се използва кожа от крава, но често те са изработвани и от екзотични кожи – на змии, алигатори, бизони и други. Токчето обикновено е под ъгъл. |
| Каубойски гамаши |        | Те се изработват от кожа и се носят върху джинсите. Покриват само краката и се прикрепват с колан. Осигуряват защита на краката при яздене. Някои от тях се закопчават или завръзват отстрани, докато други са свободни. |
| Шпори            |        | Шпори са двойка метални инструменти, използвани при конната езда. Поставят се зад токчето на каубойските ботуши. Представляват свободно въртящи се звездовидни елементи. Подпомагат контролирането на коня, без да го нараняват. |